# 聖克魯斯 (新墨西哥州)
聖克魯斯（英語：Santa Cruz）是位於美國新墨西哥州聖菲縣的普查規定居民點。

## 人口
根據2020年美國人口普查的數據，聖克魯斯的面積為1.61平方千米，皆為陸地。當地共有人口416人，而人口密度為每平方千米258.39人。